# Anna Petrovna của Nga
Anna Petrovna của Nga (tiếng Nga: А́нна Петро́вна; 27 tháng 1 năm 1708 – 4 tháng 3 năm 1728) là con gái cả của Hoàng đế Pyotr I của Nga và vợ là Hoàng hậu Yekaterina I. Mặc dù là người thừa kế tiềm năng dưới triều đại của cháu trai là Pyotr II, Anna chưa bao giờ lên ngôi do vì lý do chính trị. Tuy nhiên, con trai Anna là Pyotr III đã kế vị dì của mình là Nữ hoàng Yelizaveta để trở thành Hoàng đế vào năm 1762. Thông qua cuộc hôn nhân với Karl Friedrich xứ Holstein-Gottorp, bà trở thành Công tước phu nhân xứ Holstein-Gottorp. Anna Petrovna qua đời tại Kiel khi mới 20 tuổi.
Là người con yêu thích của Sa hoàng Pyotr, ngày đặt tên của Anna (3 tháng 2) được lấy làm ngày lễ quốc gia vào năm 1724.

## Đầu đời

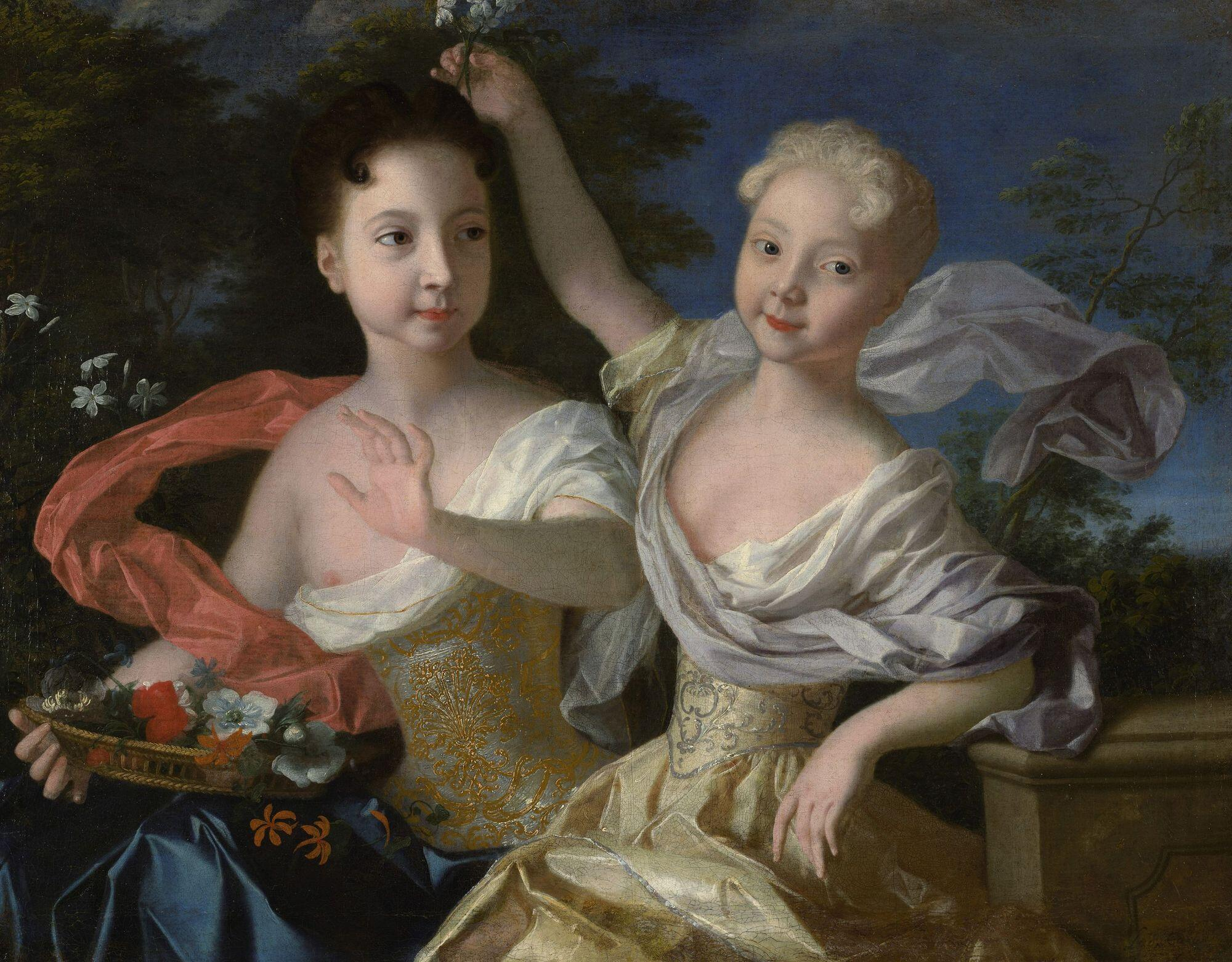
Anna và em gái Yelizaveta, do Louis Caravaque phác họa vào năm 1717.

Sinh ngày 27 tháng 1 năm 1708 tai Moskva, Sa quốc Nga, Anna Petrovna là người con thứ tư của Hoàng hậu tương lai Yekaterina Alekseyevna và Pyotr Đại đế. Mặc dù Anna là đứa con thứ tư và là con gái thứ hai, nhưng không có người anh chị nào của bà sống sót qua tuổi thơ ấu. Năm 1709, Anna có thêm một người em gái là Yelizaveta, người sau này trở thành Nữ hoàng Nga. Anna và Yelizaveta đều được coi là con ngoài giá thú dù cha mẹ đã kết hôn vào năm 1712, và sau đó cả hai chị em mới được hợp pháp hóa. Việc trước đó được coi là con ngoài giá thú đã tạo ra khó khăn trong việc sắp đặt cuộc hôn nhân cho Anna và Yelizaveta .
Anna lớn lên trong gia đình của người cô Natalya, em gái của Pyotr Đại đế, và Thân vương Aleksandr Danilovich Menshikov. Mặc dù là con ngoài giá thú, Anna và em gái Yelizaveta vẫn được phong tước hiệu "vương nữ" (tsarevna) vào ngày 6 tháng 3 năm 1711 và "thái nữ" (tsesarevna) vào ngày 23 tháng 12 năm 1721.
Sa hoàng Pyotr dự định gả con gái mình cho các vương tử ngoại quốc để có thêm đồng minh châu Âu cho Đế quốc Nga. Cả hai chị em được giáo dục để phục vụ mục tiêu, học văn chương, viết lách, thêu thùa, khiêu vũ và nghi thức xã giao. Anna lớn lên trở thành một cô gái thông minh, có học thức và thông thạo bốn thứ tiếng nước ngoài - Pháp, Đức, Ý và Thụy Điển.
Sự nhút nhát của Anna được thể hiện rõ ngay từ khi hoàng nữ còn nhỏ. Một nhân chứng đã kể lại tình huống hài hước từng xảy ra trong nghi thức trao nhau nụ hôn Phục Sinh truyền thống. Khi Công tước xứ Holstein-Gottorp định trao nụ hôn cho Anna mười bốn tuổi, bà đỏ bừng mặt vì xấu hổ, trong khi em gái Yelizaveta "lập tức đưa chiếc miệng nhỏ nhắn hồng hào để nhận nụ hôn".
Du khách nước ngoài đến thăm triều đình Nga đều bị ấn tượng bởi vẻ đẹp khác thường của Anna. Anna với đôi mắt đen trông giống cha mình hơn mẹ, và được coi là điềm đạm và thông minh hơn em gái Yelizaveta tóc vàng. Một người đương thời miêu tả Anna rằng: "Cô ấy là một tâm hồn đẹp trong một cơ thể đẹp... cả về ngoại hình lẫn phong thái, cô hoàn toàn giống [cha mình], đặc biệt là về tính cách và trí tuệ... được tô điểm bởi trái tim nhân hậu."

## Hôn nhân
Ngày 17 tháng 3 năm 1721, Karl Friedrich đặt chân đến Đế quốc Nga để làm quen với người vợ tương lai và cha vợ của mình. Ông mong muốn lợi dụng cuộc hôn nhân này để đảm bảo sự ủng hộ của Nga cho kế hoạch giành lại Schleswig từ Đan Mạch. Karl Friedrich cũng nuôi hy vọng được nước Nga hậu thuẫn trong việc đòi ngai vàng Thụy Điển. Tuy nhiên, theo các điều khoản của Hiệp ước Nystad, Nga đã cam kết không can thiệp vào công việc nội bộ của Thụy Điển, vì vậy hy vọng của Karl Friedrich đã trở nên mờ mịt.
Một ứng cử viên tiềm năng khác cho Anna là công tử Louis của Orléans, con trai của Philippe II, Công tước xứ Orléans và vợ là Madame Françoise Marie de Bourbon (con gái ngoại hôn của Vua Louis XIV của Pháp và tình nhân Madame de Montespan). Tuy nhiên, lời cầu hôn bị từ chối do sự khác biệt về kính ngữ, khi Anna sử dụng kính xưng Imperial Highness còn Louis sử dụng kính xưng Serene Highness.
Vào ngày 22 tháng 11 năm 1724, hôn ước được ký kết giữa Karl Friedrich và Pyotr. Theo hôn ước, Anna và Karl Friedrich đều phải từ bỏ mọi quyền lợi và yêu sách đối với ngai vàng của Đế quốc Nga thay mặt cho bản thân và con cháu. Tuy nhiên, một điều khoản bí mật cho phép Hoàng đế được chỉ định người kế vị từ bất kỳ hậu duệ nào của cuộc hôn nhân. Nhờ điều khoản này, Hoàng đế có quyền chỉ định bất kỳ hậu duệ nào của mình làm người kế vị ngai vàng nước Nga.
Vài tháng sau, vào tháng 1 năm 1725, Pyotr Đại đế lâm bệnh nặng. Theo lời truyền miệng, trên giường bệnh, Sa hoàng Pyotr chỉ kịp thốt lên những từ: trao tất cả..., nhưng do không thể tiếp tục được nên đã sai người đến gặp Anna để đọc di chúc cuối cùng cho con gái. Khi hoàng nữ đến, Sa hoàng Pyotr không thể nói được lời nào. Dựa trên câu chuyện, một số sử gia suy đoán rằng Pyotr muốn nhường ngôi cho con gái Anna, nhưng điều này chưa được xác nhận.

## Vương triều Yekaterina I
Sau khi mẹ của Anna là Yekaterina I lên ngôi, một lễ cưới lớn được tổ chức cho Anna tại Nhà thờ chính tòa Chúa Ba Ngôi, Sankt-Peterburg vào ngày 21 tháng 5 năm 1725. Sau đó, đoàn rước băng qua sông Neva đến Vườn Mùa hè, nơi Mikhail Zemtsov đã thiết kế một phòng tiệc đặc biệt cho lễ cưới.
Bàn tiệc được bày biện đủ loại món ngon bao gồm cả những chiếc bánh khổng lồ. Khi dàn nhạc bắt đầu chơi, những chú lùn nam và nữ nhảy ra khỏi chiếc bánh và bắt đầu nhảy múa trên bàn. Mỗi lời chúc mừng đều được đệm bằng tiếng đại bác từ một chiếc thuyền gần đó và các trung đoàn lính gác đóng quân trên Đồng cỏ Tsaritsa. Ngày hôm sau, mọi người được mời đến Peterhof, nơi buổi tiệc tùng và khiêu vũ tiếp tục diễn ra tại Thượng Cung.
Karl Friedrich và Anna sống hai năm tiếp theo tại Sankt-Peterburg. Yekaterina I phong cho con rể mình hàm trung tá của Trung đoàn Preobrazhensky và trở thành thành viên của Hội đồng Cơ mật Tối cao. Karl Friedrich bắt đầu đóng vai trò quan trọng trong Đế quốc Nga, và các nhà ngoại giao nước ngoài đều dự đoán rằng Nữ hoàng sẽ chỉ định Anna làm người kế vị.
Ngài Công tước được kết nạp vào Hội đồng Cơ mật Tối cao mới thành lập và có ảnh hưởng vừa phải đến chính trường Nga. Cái chết của Yekaterina I vào năm 1727 khiến vị thế của Karl Friedrich trở nên bấp bênh, khi quyền lực chuyển giao vào tay Aleksandr Menshikov, người khao khát gả vị hoàng đế trẻ tuổi Pyotr II cho chính con gái mình là Mariya Menshikova. Một cuộc cãi vã giữa Karl Friedrich và Menshikov đã dẫn đến việc Ngài Công tước phải rút lui về Holstein vào ngày 25 tháng 7 năm 1727.
Trước khi lên đường đến Holstein, Anna được yêu cầu ký một biên lai cho tất cả số tiền hồi môn được trao cho bà. Trong một thời gian dài, văn bản này không được chính phủ chấp nhận vì ghi tước hiệu cũ của con gái Pyotr là Tsesarevna (Thái nữ nước Nga), trong khi Anna giờ đây không còn là Thái nữ.

## Kiel
Ngày 25 tháng 7 năm 1727, Anna và chồng rời Sankt-Peterburg để đến Kiel. Khi trở về thủ đô của Holstein, tính cách của Ngài Công tước bỗng thay đổi. Vốn là một người vui vẻ và hào hoa khi còn ở Sankt-Peterburg, giờ đây Karl Friedrich trở thành một gã thô lỗ, nghiện rượu. Karl Friedrich dành thời gian bên bạn bè và những người phụ nữ khác, bỏ lại người vợ Anna đang mang thai một mình.
Ở Kiel, Anna dành cả ngày để viết những bức thư dài đẫm nước mắt cho em gái Yelizaveta. Semyon Mordvinov, một trung úy hải quân Nga đã nhớ lại cảnh Anna khóc lóc thảm thiết khi đưa bức thư cho ông để mang về Nga. Trong một bức thư gửi Yelizaveta, Anna đã viết: "Không một ngày nào mà chị không khóc thương em, em gái yêu quý của chị!"

## Qua đời
Ngày 21 tháng 2 năm 1728, Anna hạ sinh một người con trai tại Lâu đài Kiel, đặt tên là Karl Peter Ulrich, người sau này trở thành Sa hoàng Nga Pyotr III, cũng như người lập nên Hoàng tộc Romanov-Holstein-Gottorp, triều đại về sau cai trị nước Nga cho đến đầu thế kỷ 20. Vài ngày sau khi chào đời, Công tước phu nhân mới chỉ hai mươi tuổi mắc phải bệnh sốt hậu sản và qua đời vào ngày 4 tháng 3 năm 1728. Để tưởng nhớ vợ mình, Karl Friedrich đã thành lập nên Huân chương Thánh Anna mà về sau trở thành huân chương của nước Nga.
Trước khi qua đời, Anna Petrovna yêu cầu được chôn cất bên cạnh cha tại Sankt-Peterburg. Hai con tàu Raphael và Cruiser được phái đến Kiel để đưa thi hài Anna đi. Quan tài của Anna được đưa ngược dòng sông Neva trên một chiếc thuyền galley, với một tấm vải crêpe đen dài treo trên mạn thuyền, thả trôi theo dòng nước. Vào ngày 12 tháng 11 năm 1728, Anna được an táng bên cạnh cha mẹ mình tại Nhà thờ chính tòa Thánh Pyotr và Pavel vẫn còn dang dở.

## Con cái
- Pyotr Fyodorovich, Công thế tử xứ Holstein-Gottorp (21 tháng 2 năm 1728 – 17 tháng 7 năm 1762). Năm 1739, cha của Pyotr qua đời, do đó ông trở thành Công tước xứ Holstein-Gottorp với tên gọi Karl Peter Ulrich. Do đó, Pyotr có thể được coi là người thừa kế cả hai ngai vàng Nga và Thụy Điển. Sau khi dì của Pyotr là Nữ hoàng Yelizaveta của Nga qua đời, ông cai trị Đế quốc Nga với tên gọi Pyotr III, Sa hoàng và Đấng cai trị chuyên chính của toàn nước Nga, và là chồng của Nữ hoàng Yekaterina Đại đế. Thông qua Pyotr, Anna trở thành tổ mẫu của tất cả các nhà cai trị nước Nga sau này, ngoại trừ con dâu là Yekaterina II.

## Di sản
Huân chương Thánh Anna (tiếng Nga: Орден святой Анны) là một Huân chương Hiệp sĩ của Holstein và sau đó của nước Nga, do Công tước Karl Friedrich thành lập vào ngày 14 tháng 2 năm 1735 nhằm vinh danh vợ mình. Khẩu hiệu của Huân chương là "Amantibus Justitiam, Pietatem, Fidem" ("Gửi những người yêu chuộng Công lý, Đạo đức và Trung thành"). Ngày hội của huân chương là vào ngày 3 tháng 2.

## Thư viện ảnh

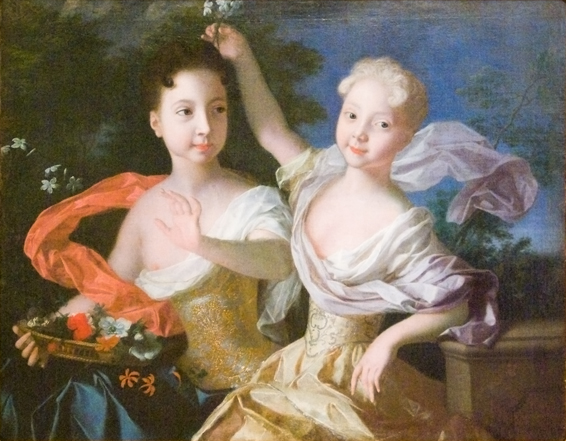
Anna cùng em gái là Nữ Đại vương công Elizaveta
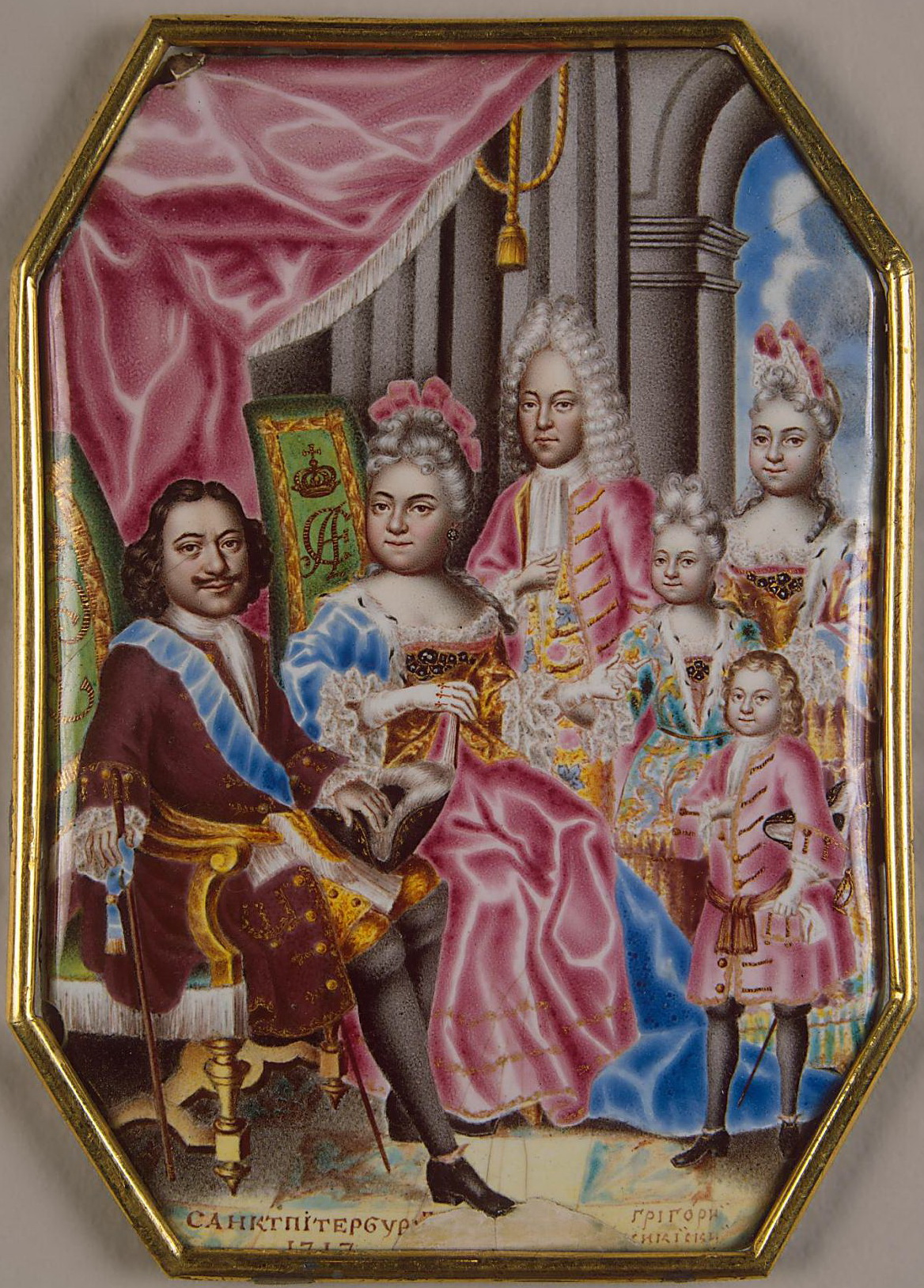
Pyotr I, Yekaterina I và Aleksey, Tsarevich nước Nga; Anna đứng đằng sau em gái Yelizaveta và em trai Pyotr Petrovich
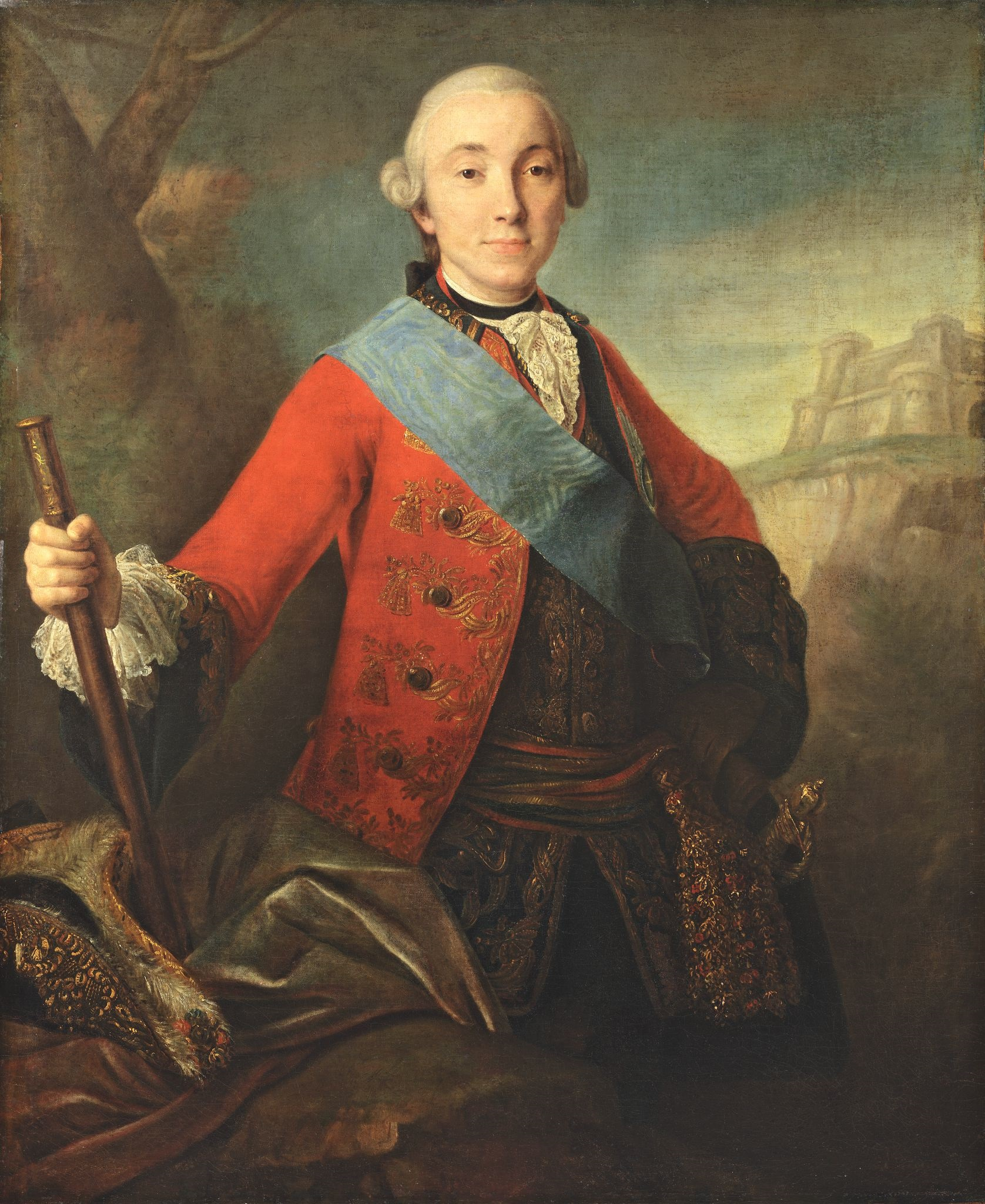
Con trai duy nhất của Anna, sau này là Pyotr III của Nga
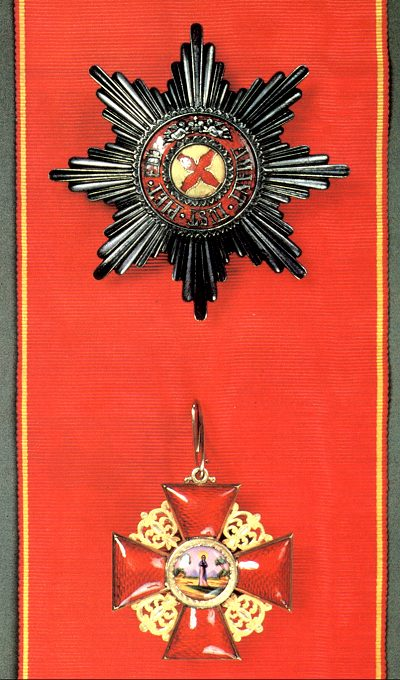
Huân chương Thánh Anna Hạng nhất

## Tổ tiên
| \| \| \| \| \| \| \| \| \| \| \| 8. Mikhail I của Nga \| \| \| \| \| \| \| \| \| \| \| \| \| \| \| \| \| \| \| \| \| \| \| \| \| \| \| \| \| \| \| \| \| \| \| \| \| \| \| \| \| \| \| \| \| \| \| \| \| \| \| 4. Aleksey của Nga \| \| \| \| \| \| \| \| \| \| \| \| \| \| \| \| \| \| \| \| \| \| \| \| \| \| \| \| \| \| \| \| \| \| \| \| \| \| \| \| \| \| \| \| \| \| \| \| \| \| \| \| \| \| \| \| \| \| \| \| 9. Yevdokiya Lukyanovna Streshnyova \| \| \| \| \| \| \| \| \| \| \| \| \| \| \| \| \| \| \| \| \| \| \| \| \| \| \| \| \| \| \| \| \| \| \| \| \| \| \| \| \| \| \| \| \| \| \| \| \| \| \| \| \| \| \| \| \| \| \| \| 2. Pyotr I của Nga \| \| \| \| \| \| \| \| \| \| \| \| \| \| \| \| \| \| \| \| \| \| \| \| \| \| \| \| \| \| \| \| \| \| \| \| \| \| \| \| \| \| \| \| \| \| \| \| \| \| \| \| \| \| \| \| \| \| \| \| 10. Kirill Poluektovich Naryshkin \| \| \| \| \| \| \| \| \| \| \| \| \| \| \| \| \| \| \| \| \| \| \| \| \| \| \| \| \| \| \| \| \| \| \| \| \| \| \| \| \| \| \| \| \| \| \| \| \| \| \| \| \| \| \| \| \| \| \| \| 5. Natalya Kirillovna Naryshkina \| \| \| \| \| \| \| \| \| \| \| \| \| \| \| \| \| \| \| \| \| \| \| \| \| \| \| \| \| \| \| \| \| \| \| \| \| \| \| \| \| \| \| \| \| \| \| \| \| \| \| \| \| \| \| \| \| \| \| \| 11. Anna Leontyevna Leontyeva \| \| \| \| \| \| \| \| \| \| \| \| \| \| \| \| \| \| \| \| \| \| \| \| \| \| \| \| \| \| \| \| \| \| \| \| \| \| \| \| \| \| \| \| \| \| \| \| \| \| \| \| \| \| \| \| \| \| \| \| 1. Anna Petrovna của Nga \| \| \| \| \| \| \| \| \| \| \| \| \| \| \| \| \| \| \| \| \| \| \| \| \| \| \| \| \| \| \| \| \| \| \| \| \| \| \| \| \| \| \| \| \| \| \| \| \| \| \| \| \| \| \| \| \| \| \| \| \| \| \| \| \| \| \| \| \| \| \| \| \| \| \| \| \| \| \| \| \| \| \| \| \| \| \| \| \| \| \| \| \| \| \| \| \| \| \| \| \| \| \| \| \| \| \| \| \| \| \| \| \| \| \| \| \| \| \| \| 6. Samuel Skowroński \| \| \| \| \| \| \| \| \| \| \| \| \| \| \| \| \| \| \| \| \| \| \| \| \| \| \| \| \| \| \| \| \| \| \| \| \| \| \| \| \| \| \| \| \| \| \| \| \| \| \| \| \| \| \| \| \| \| \| \| \| \| \| \| \| \| \| \| \| \| \| \| \| \| \| \| \| \| \| \| \| \| \| \| \| \| \| \| \| \| \| \| \| \| \| \| \| \| \| \| \| \| \| \| \| \| \| \| \| \| \| \| \| \| \| \| \| \| \| \| 3. Yekaterina I của Nga \| \| \| \| \| \| \| \| \| \| \| \| \| \| \| \| \| \| \| \| \| \| \| \| \| \| \| \| \| \| \| \| \| \| \| \| \| \| \| \| \| \| \| \| \| \| \| \| \| \| \| \| \| \| \| \| \| \| \| \| \| \| \| \| \| \| \| \| \| \| \| \| \| \| \| \| \| \| \| \| \| \| \| \| \| \| \| \| \| \| \| \| \| \| \| \| \| \| \| \| \| \| \| \| \| \| \| \| \| \| \| \| \| \| \| \| \| \| \| \| 7. Elisabeth Moritz \| \| \| \| \| \| \| \| \| \| \| \| \| \| \| \| \| \| \| \| \| \| \| \| \| \| \| \| \| \| \| \| \| \| \| \| \| \| \| \| \| \| \| |                                     |  |  |  |  |  |  |  |  |                      |  |  |  |
| |                                     |  |  |  |  |  |  |  |  | 8. Mikhail I của Nga |  |  |  |
| |                                     |  |  |  |  |  |  |  |  |                      |  |  |  |
| |                                     |  |  |  |  |  |  |  |  |                      |  |  |  |
| |                                     |  |  |  |  |  |  |  |  |                      |  |  |  |
| | 4. Aleksey của Nga                  |  |  |  |  |  |  |  |  |                      |  |  |  |
| |                                     |  |  |  |  |  |  |  |  |                      |  |  |  |
| |                                     |  |  |  |  |  |  |  |  |                      |  |  |  |
| |                                     |  |  |  |  |  |  |  |  |                      |  |  |  |
| | 9. Yevdokiya Lukyanovna Streshnyova |  |  |  |  |  |  |  |  |                      |  |  |  |
| |                                     |  |  |  |  |  |  |  |  |                      |  |  |  |
| |                                     |  |  |  |  |  |  |  |  |                      |  |  |  |
| |                                     |  |  |  |  |  |  |  |  |                      |  |  |  |
| | 2. Pyotr I của Nga                  |  |  |  |  |  |  |  |  |                      |  |  |  |
| |                                     |  |  |  |  |  |  |  |  |                      |  |  |  |
| |                                     |  |  |  |  |  |  |  |  |                      |  |  |  |
| |                                     |  |  |  |  |  |  |  |  |                      |  |  |  |
| | 10. Kirill Poluektovich Naryshkin   |  |  |  |  |  |  |  |  |                      |  |  |  |
| |                                     |  |  |  |  |  |  |  |  |                      |  |  |  |
| |                                     |  |  |  |  |  |  |  |  |                      |  |  |  |
| |                                     |  |  |  |  |  |  |  |  |                      |  |  |  |
| | 5. Natalya Kirillovna Naryshkina    |  |  |  |  |  |  |  |  |                      |  |  |  |
| |                                     |  |  |  |  |  |  |  |  |                      |  |  |  |
| |                                     |  |  |  |  |  |  |  |  |                      |  |  |  |
| |                                     |  |  |  |  |  |  |  |  |                      |  |  |  |
| | 11. Anna Leontyevna Leontyeva       |  |  |  |  |  |  |  |  |                      |  |  |  |
| |                                     |  |  |  |  |  |  |  |  |                      |  |  |  |
| |                                     |  |  |  |  |  |  |  |  |                      |  |  |  |
| |                                     |  |  |  |  |  |  |  |  |                      |  |  |  |
| | 1. Anna Petrovna của Nga            |  |  |  |  |  |  |  |  |                      |  |  |  |
| |                                     |  |  |  |  |  |  |  |  |                      |  |  |  |
| |                                     |  |  |  |  |  |  |  |  |                      |  |  |  |
| |                                     |  |  |  |  |  |  |  |  |                      |  |  |  |
| |                                     |  |  |  |  |  |  |  |  |                      |  |  |  |
| |                                     |  |  |  |  |  |  |  |  |                      |  |  |  |
| |                                     |  |  |  |  |  |  |  |  |                      |  |  |  |
| |                                     |  |  |  |  |  |  |  |  |                      |  |  |  |
| | 6. Samuel Skowroński                |  |  |  |  |  |  |  |  |                      |  |  |  |
| |                                     |  |  |  |  |  |  |  |  |                      |  |  |  |
| |                                     |  |  |  |  |  |  |  |  |                      |  |  |  |
| |                                     |  |  |  |  |  |  |  |  |                      |  |  |  |
| |                                     |  |  |  |  |  |  |  |  |                      |  |  |  |
| |                                     |  |  |  |  |  |  |  |  |                      |  |  |  |
| |                                     |  |  |  |  |  |  |  |  |                      |  |  |  |
| |                                     |  |  |  |  |  |  |  |  |                      |  |  |  |
| | 3. Yekaterina I của Nga             |  |  |  |  |  |  |  |  |                      |  |  |  |
| |                                     |  |  |  |  |  |  |  |  |                      |  |  |  |
| |                                     |  |  |  |  |  |  |  |  |                      |  |  |  |
| |                                     |  |  |  |  |  |  |  |  |                      |  |  |  |
| |                                     |  |  |  |  |  |  |  |  |                      |  |  |  |
| |                                     |  |  |  |  |  |  |  |  |                      |  |  |  |
| |                                     |  |  |  |  |  |  |  |  |                      |  |  |  |
| |                                     |  |  |  |  |  |  |  |  |                      |  |  |  |
| | 7. Elisabeth Moritz                 |  |  |  |  |  |  |  |  |                      |  |  |  |
| |                                     |  |  |  |  |  |  |  |  |                      |  |  |  |
| |                                     |  |  |  |  |  |  |  |  |                      |  |  |  |